# Lewis Baltz
Lewis Baltz (12 de septiembre de 1945 – 22 de noviembre de 2014) fue un fotógrafo y artista visual estadounidense, que se convirtió en un representante importante del movimiento Nueva Topografía surgido a finales de los años 1970. Se le considera el principal representante de una interpretación paisajística carente de emoción, entre el documentalismo y el arte conceptual. Su trabajo ha sido publicado en varios libros y presentado en numerosas exposiciones. Bastantes de sus obras han sido contempladas en museos como el Museo de Arte Moderno de París, el Museo de Arte Contemporáneo de Helsinki, Museo de Arte Moderno de San Francisco y el Museo Whitney de Arte Estadounidense en Nueva York. Escribío artículos para diversas revistas contribuyendo regularmente en L'Arquitecture d'Aujourd'hui. 

## Vida y trabajo
Nacido en Newport Beach, California, se graduó como Bachellor en Bellas Artes (BFA) en el Instituto de Arte de San Francisco en 1969 y consiguió un Máster en Bellas Artes en la Universidad de postgrado de Claremont. Desde 1970 estuvo ejerciendo como fotógrafo freelance. Recibió varias becas y premios incluyendo becas de la National Endowment for the Arts (1973, 1977), la Beca Guggenheim (1977), la beca de Intercambio Bicentenario EE. UU.-Reino Unido (1980) y el Premio Conmemorativo Charles Brett (1991). En 2002 se convirtió en Profesor de Fotografía en la European Graduate School en Saas-Fee, Suiza. Vivió sus últimos años entre París y Venecia. 
Su obra se enmarca en el contexto del "paisaje social" en el que se presentan artefactos y paisajes de la cultura industrial. Su trabajo está centrado en la búsqueda de la belleza entre desolación y destrucción y su inquietud por la degradación causada por la sociedad industrial. Sus imágenes describen la arquitectura del paisaje humano: oficinas, fábricas y parcelas de aparcamiento. Sus imágenes se han considerado "información estéril sin contexto emocional" ya que no les aportaba ningún efecto fotográfico con intencionalidad emocional. No fotografiaba algo sino que lo describía con la cámara.  Sus cuadros son la reflexión del control, del poder, y de la influencia sobre y por los seres humanos.  Sus fotografías minimalistas en la trilogía Ronde de Nuit, Docile bodies, y Politics of Bacteria, dibujan el vacío del otro. En 1974 fotografió el anonimato y las relaciones entre domicilio, poblamiento y anonimato en The New Industrial Parks cercano a Irvine, California (1974). La obra de Walker Evans ejerció bastante influencia en su trabajo.
Se trasladó a Europa a finales de los años 1980 y empezó a utilizar impresiones en color de gran tamaño. Publicó varios libros de su trabajo incluyendo Geschichten von Verlangen und Macht, hecho con su mujer Slavica Perkovic (Scalo, 1986). Otra serie fotográfica presentó Sitios de Tecnología (1989–92), donde representaba lo clínico y fotografiaba los interiores prístinos de industrias de alta tecnología y centros de investigación del gobierno, principalmente en Francia y Japón.
Sus libros y exposiciones, su "trabajo topográfico", como en The New Industrial Parks, Nevada, San Quentin Point, Candlestick Point (84 fotografías que documentan espacios públicos cercanos al parque de Candlestick, arruinado por detritus naturales y la intervención humana), exponen la crisis de tecnología y definen tanto la función del artista como su objetividad al realizar las fotografías. 
En 1995, la historia Deaths in Newport fue producida como libro y CD-ROM. Baltz también produjo diversos trabajos de vídeo. 
Murió el 22 de noviembre de 2014 con la edad de 69 años tras una larga enfermedad.

## Publicaciones
- Landscape: Theory, Lewis Baltz, Harry Callahan, Eliot Porter, Carol Digrappa and Robert Adams, 1980 ISBN 0912810270
- The New Industrial Parks Near Irvine, California, Lewis Baltz and Adam Weinburg, 2001 ISBN 0963078569
- The Tract Houses: Die Siedlungshauser (English and German Edition), Lewis Baltz, 2005 ISBN 0970386044
- The Prototype Works, Lewis Baltz, 2010 ISBN 386521763X
- Mario Pfeifer: Reconsidering The new Industrial Parks near Irvine, California by Lewis Baltz, 1974, Lewis Baltz, Mario Pfeifer, Vanessa Joan Mueller,  2011 ISBN 1934105295
- Lewis Baltz: Candlestick Point, Lewis Baltz, 2011 ISBN 3869301090
- Lewis Baltz: Rule Without Exception / Only Exceptions, Lewis Baltz, 2012 ISBN 3869301104
- Lewis Baltz: Texts., Lewis Baltz, 2012 ISBN 3869304367
- Lewis Baltz, Lewis Baltz, 2017 ISBN 3958292798